# Monte (araldica)
Il Monte è una figura araldica. Può avere una vetta o cima (e non si dice) o più. Si rappresenta con triangoli ondulati, che accennino al suo profilo naturale, oppure a foggia tedesca come trifogliate, o all'italiana con cilindri coperti da calotte sferiche che si sovrappongono alternandosi e si dicono colli. Questi monti possono uscire dalla punta dello scudo, o di una partizione o pezza, o essere isolati; in questo caso, si dicono ristretti. I monti, o monticelli, ristretti, si dicono anche colli, quelli all'italiana si blasonano col numero dei colli: monte (3), monte (6), monte (10) ecc.
Quando i colli sono posti in fascia, e non sovrapposti, occorre blasonarlo. La figura simboleggia possedimenti montani. Nell'araldica militare italiana si incontrano frequentemente monti, a testimonianza delle azioni belliche svolte in ambiente alpino.

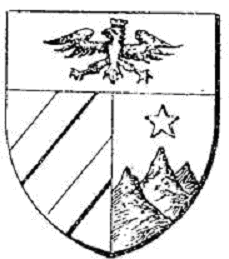
Tre monti al naturale
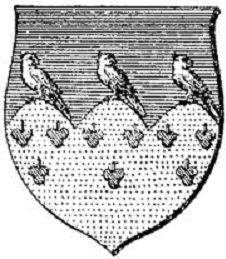
Monte alla tedesca
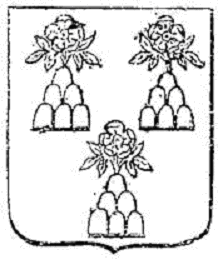
Tre monti (6)
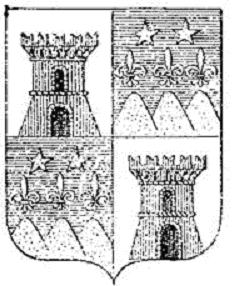
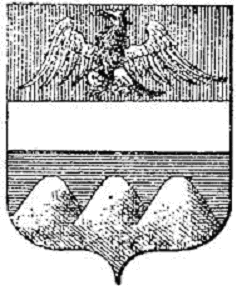
Monte di tre cime
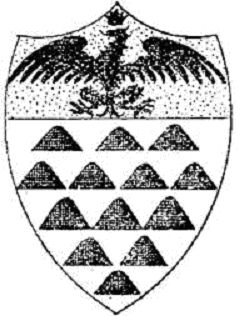
Tredici colli
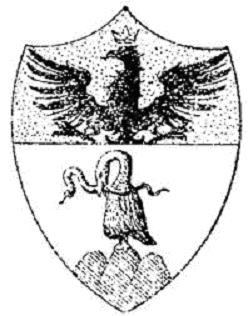
Tre monti al naturale
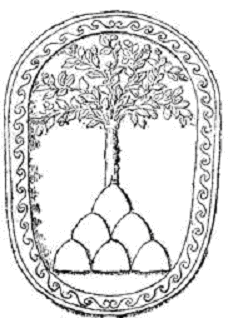
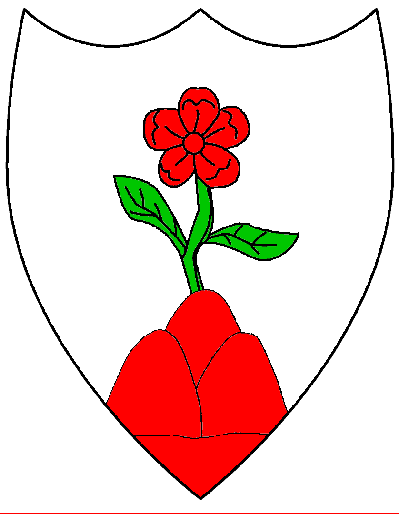
Monte di tre cime
Monte di tre cime (Avelengo)
Monte di tre cime alla tedesca (Möriken-Wildegg, Svizzera)
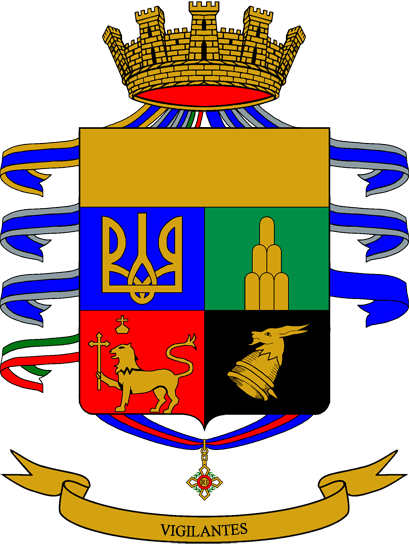
Monte all'italiana di 6 cime (2º Reggimento alpini)
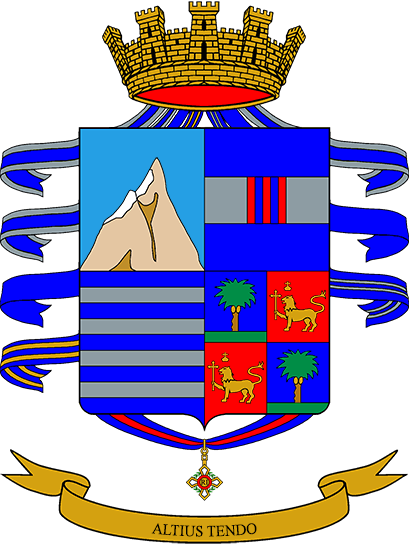
Monte al naturale (Monte Nero nello stemma del 3º Reggimento alpini)
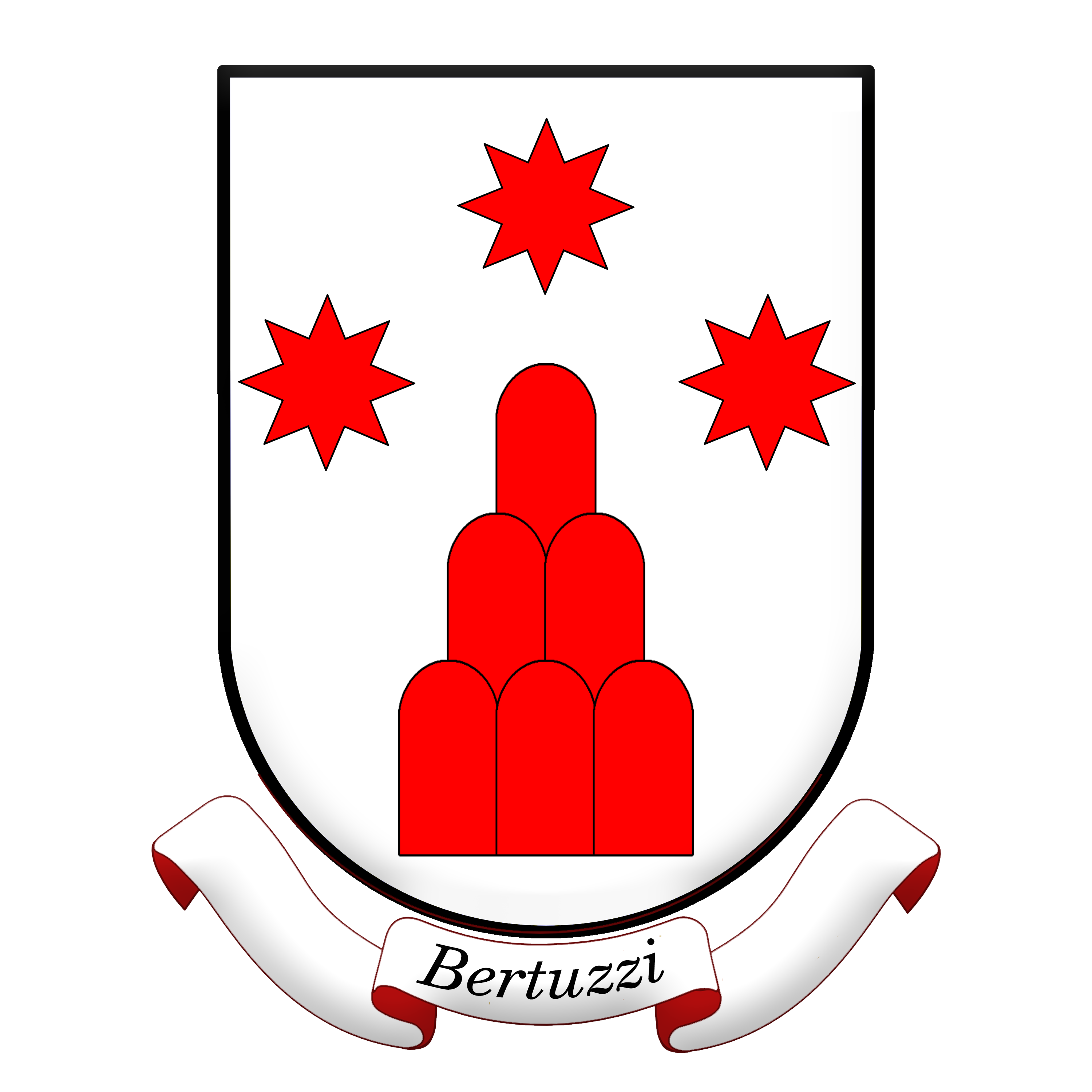
Famiglia Bertuzzi
Famiglia Chigi